# Gao Shun
Gao Shun (? - 198 dC) era um comandante conhecido por sua bravura excepcional e vigor no campo de batalha, que serviu o senhor feudal Lü Bu durante o período posterior da dinastia Han. Gao Shun veio a ser conhecido como um dos comandantes mais capazes e competentes de Lü Bu.
Ele era mais conhecido por sua conquista do Xiaopei e posterior vitória sobre uma força liderada pelo grande Xiahou Dun, um general que era primo e leal a Cao Cao. No mesmo ano, no entanto,Cao Cao pessoalmente comandou o cerco sobre a base de Lü Bu na cidade de Xiapi e triunfou. Gao Shun foi então executado ao lado de seu mestre, Lü Bu.